# Anglegölen
Anglegölen är en sjö i Ronneby kommun i Blekinge och ingår i Nättrabyån-Ronnebyåns kustområde. Sjön är 5 meter djup, har en yta på 0,021 kvadratkilometer och är belägen 57 meter över havet.